# Plopi, Stînga Nistrului
Plopi este un sat din Unitățile Administrativ-Teritoriale din Stînga Nistrului (Transnistria), Republica Moldova.
Conform recensământului din anul 2004, populația localității era de 1.277 locuitori, dintre care 1.174 (91.93%) moldoveni (români), 69 (5.4%) ucraineni și 29 (2.27%) ruși.

## Personalități

### Născuți în Plopi
- Chiril Țurcan (1900–1978), om de stat sovietic moldovean, ministru al Industriei Alimentare al RSS Moldovenești.